# Pedro de Cevallos
Pedro de Cevallos, španski general, * 29. junij 1715, † 26. december 1778.
Pedro de Cevallos je prihajal iz ugledne kantabrijske družine.